# Зелёный лук

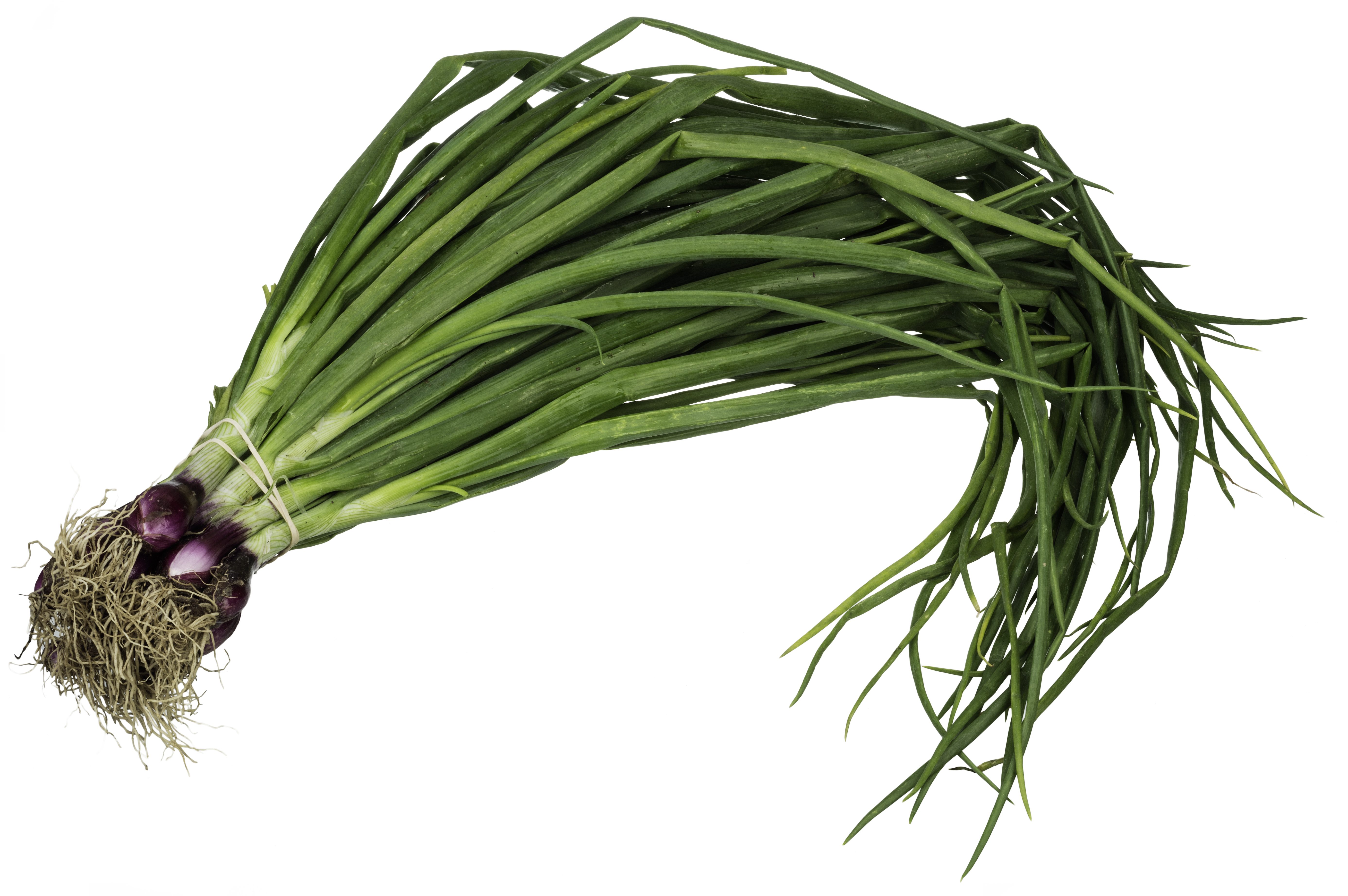
Пучок «красных луковиц» (корневая часть) с проросшим зелёным луком

Зелёный лук или салатный лук — торговое и кулинарное наименование некоторых видов рода Allium, у которых в пищу употребляется надземная (травянистая), а не подземная (луковица) часть. Зёленый лук имеет более мягкий вкус по сравнению с луковицей. Под этим названием обычно известны черемша, лук-шалот, лук-порей, скорода и китайский лук.
Хотя луковицы многих видов Allium используются в качестве пищи, для «зелёного лука» характерно отсутствие полностью развитой луковицы. Для этих видов характерно наличие полых, трубчатых зелёных листьев, растущих прямо из луковицы. Эти листья используются в качестве овоща; их едят в сыром (целом или нарезанном для салата или в виде приправы) или приготовленном виде.

## Виды и разновидности

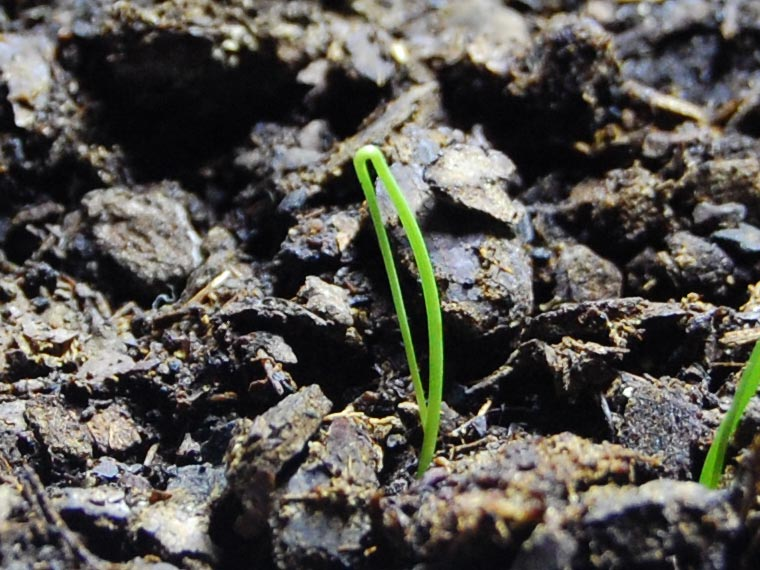
Прорастающий зелёный лук, 10 дней

Виды и разновидности, которые могут быть названы «зеленым луком», включают:
- Allium cepa — Лук репчатый. Большинство сортов репчатого лука, выращиваемых на Западе в качестве «зелёного лука», принадлежат к разновидности A. cepa var. cepa[2]. В этом случае используются молодые растения, собранные до образования луковицы или иногда после появления небольшой луковицы.
- Allium chinense — Лук китайский
- Allium ascalonicum — Лук-шалот
- Allium fistulosum — Лук-батун[3], он же валлийский лук, не образует луковиц даже в зрелом возрасте и выращивается на Западе почти исключительно как «зелёный лук». В Азии этот вид широко используется в кулинарии как в свежем, так и в приготовленном виде.
- Allium ×proliferum — Лук многоярусный — иногда используется в качестве зелёного лука[4].
- Allium tuberosum — Лук клубневой
- Allium ramosum — Лук ветвистый
- Allium schoenoprasum — Лук скорода, или шнитт-лук

## Использование

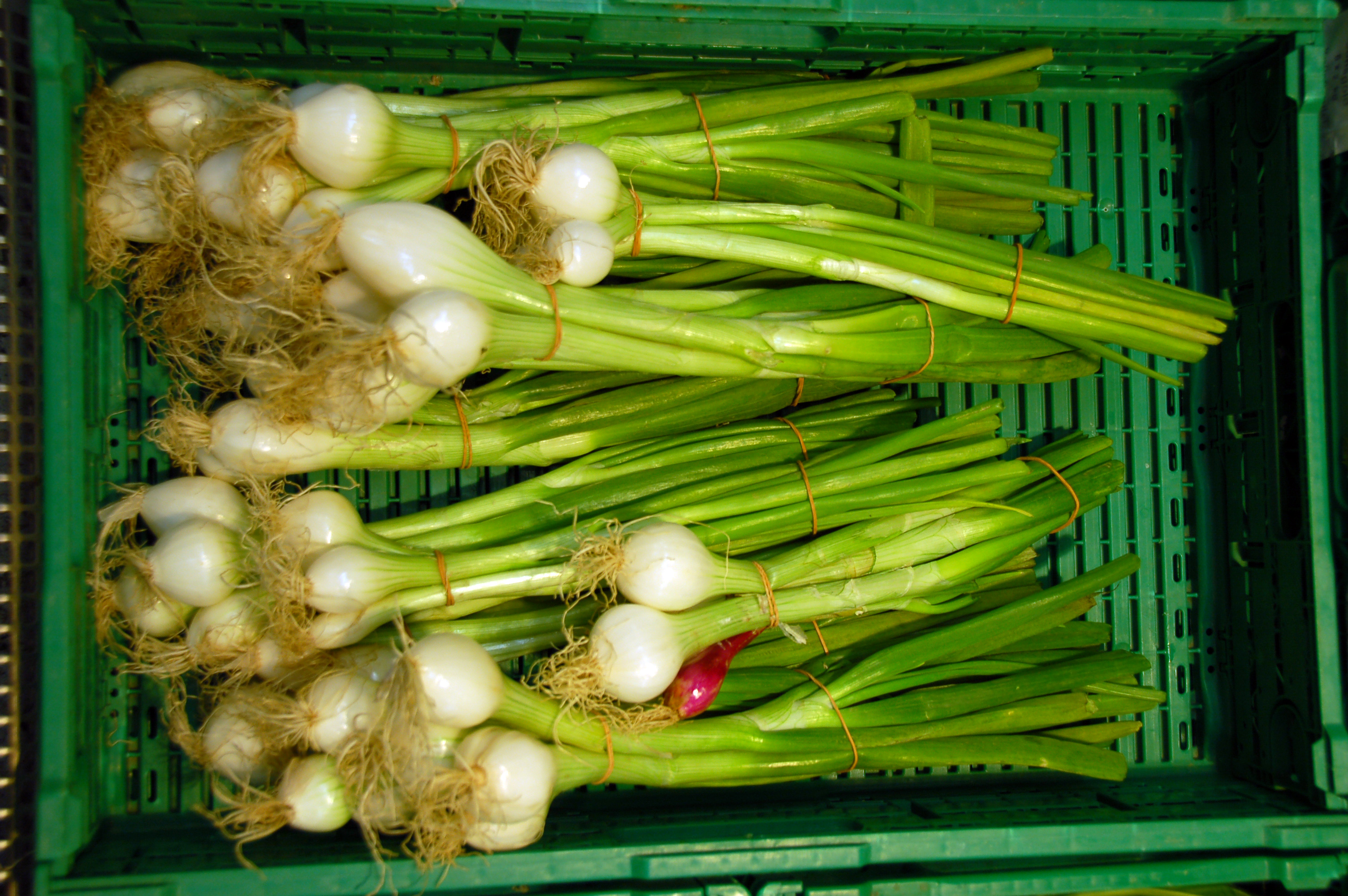
Зелёный лук с луковицами

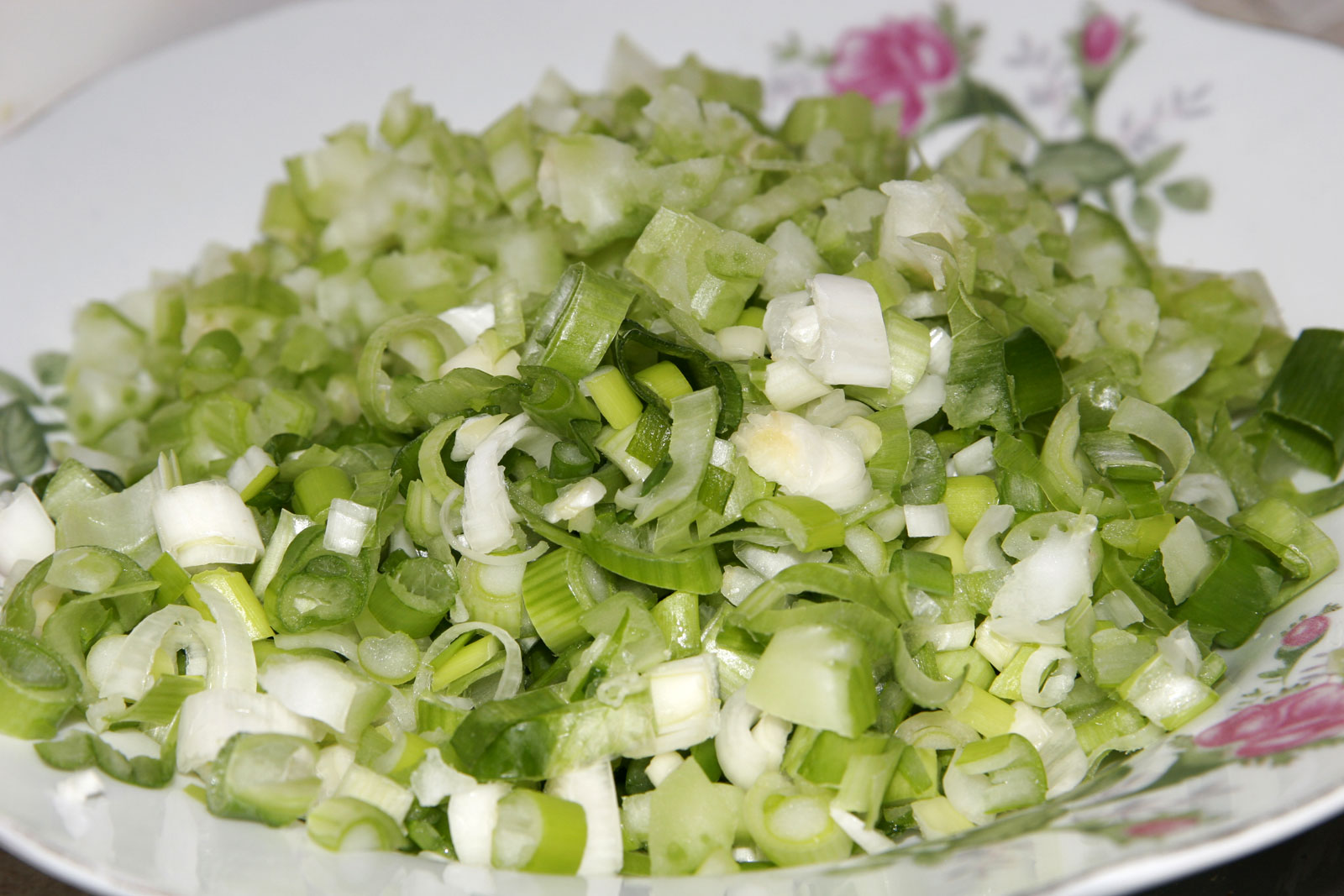
Рубленый зелёный лук

Зелёный лук можно использовать в термически обработанном или сыром виде в составе салатов, сальсы или азиатских рецептов. Нарезанный кубиками лук-шалот используется в супах, лапше и блюдах из морепродуктов, бутербродах, карри и как часть жаркого. Во многих восточных соусах перед использованием обычно удаляют нижние полсантиметра корня.
В Мексике и на юго-западе Соединённых Штатов известно блюдо себольита — это зелёный лук, посыпанный солью, прожаренный на гриле целиком; его едят с сыром и рисом. Политый соком лайма, себольита обычно подаётся в качестве традиционного гарнира к блюдам асадо.
В каталонской кухне используется лук кальсо — традиционно его используют в блюде под названием кальсотада. Обычно лук-кальсо жарят на гриле, обмакивают в соус сальвичада или ромеско и употребляют в больших количествах.
В Японии многоярусный лук (вакеги) в основном используется в качестве топпинга для блюд японской кухни, таких как тофу.
Во Вьетнаме салатный лук используется при приготовлении блюда dưa hành (буквально «ферментированный лук»), которое подаётся на праздник Тет, вьетнамский Новый год. Соусная приправа mỡhành (лук, обжаренный в масле), используется в таких блюдах, как cơm tấm, bánh ít и cà tím nướng. Салатный лук является основным ингредиентом в блюде cháo hành — рисовой каше, используемой для лечения простуды.
В Индии его едят в сыром виде в качестве закуски. В северной Индии готовят чатни из кориандра, мяты и сырого зелёного лука.
В Соединённом Королевстве зелёный лук обычно нарезают и добавляют в картофельное пюре или в качестве дополнительного ингредиента в картофельный салат.
На юге Филиппин его размельчают в ступке вместе с имбирем и перцем чили, чтобы приготовить местную приправу, известную как «влажная палапа», которую используют в острых блюдах или в качестве начинки для жареной или высушенной на солнце пищи. Его также можно использовать для приготовления сухой версии палапы, когда лук обжаривают со свежей кокосовой стружкой и влажной палапой.
Во время пасхальной трапезы (Седер) персидские евреи бьют друг друга зелёным луком, прежде чем спеть песню «Дайену», символизирующую бичевание, перенесённое израильтянами под властью древних египтян.
Иногда из зелёного лука изготавливают «луковое масло». Листья измельчают и слегка варят, затем эмульгируют в масле, которое затем используют в качестве гарнира.